# 山田愛
山田 愛（やまだ あい、1995年7月17日 - ）は、日本の女子バスケットボール選手である。ニックネームは「ウミ」。ポジションはガード。身長は170cm、体重は68kg。

## 来歴
三重県出身。
八郷女子ミニバスでバスケを始め、朝明中学校を経て、愛知県の桜花学園高等学校に進み、2年時に全国高等学校総合体育大会バスケットボール競技大会・全国高等学校バスケットボール選抜優勝大会の2冠、3年時には国民体育大会バスケットボール競技も加えた3冠を達成。背番号4番でキャプテン。
また、世代別日本代表としてU-16アジア選手権優勝、そしてU-17世界選手権4位となる。
高校卒業後、2014年にJX-ENEOSサンフラワーズ（後のENEOSサンフラワーズ）に入社。JXでの同期は西山詩乃（桜花学園高等学校）、宮崎早織、小山真実。
2019年、JXを退社し、オーストラリアのセミプロリーグNBL1のオルベリー・ウォドンガ・バンディッツに移籍。

## 経歴
- 桜花学園高等学校 - JX（2014年〜2019年）

## 日本代表歴
- 2011 U-16アジア選手権
- 2012 U-17世界選手権